# Sardocixius formosissima
Sardocixius formosissima är en insektsart som först beskrevs av Costa 1883.  Sardocixius formosissima ingår i släktet Sardocixius och familjen kilstritar.
Artens utbredningsområde är Italien. Inga underarter finns listade i Catalogue of Life.